# St. Johannes Baptist (Wolmirsleben)

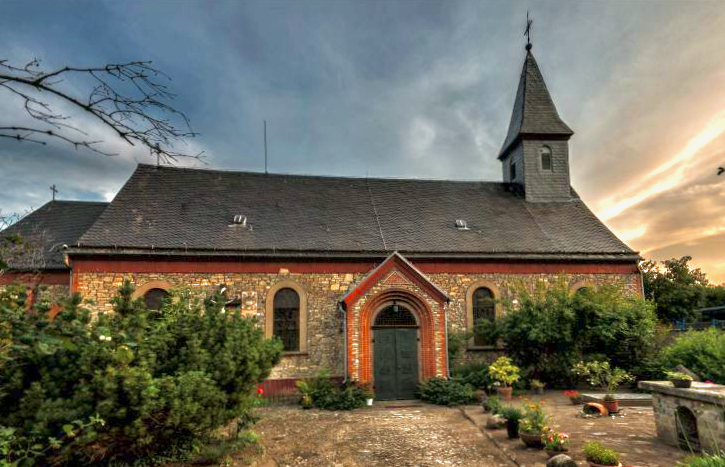
St.-Johannes-Baptist-Kirche

Die Kirche Sankt Johannes Baptist ist die katholische Kirche in Wolmirsleben, einer Gemeinde im Salzlandkreis in Sachsen-Anhalt.
Die Kirche gehört zur Pfarrei St. Marien Staßfurt-Egeln, im Dekanat Egeln des Bistums Magdeburg. Das nach dem heiligen Johannes dem Täufer benannte Gotteshaus hat die Adresse Langestraße 58/59 und ist im Denkmalverzeichnis des Landes Sachsen-Anhalt unter der Erfassungsnummer 094 10154 als Baudenkmal aufgeführt.

## Geschichte
Wolmirsleben gehörte zunächst zum Bistum Halberstadt, nach der Gründung des Erzbistums Magdeburg von 968 an zu diesem.
Mitte des 16. Jahrhunderts erloschen mit der Reformation das Erzbistum Magdeburg und das katholische Leben in Wolmirsleben, und die Bevölkerung von Wolmirsleben wurde evangelisch-lutherisch.
Gegen Mitte des 19. Jahrhunderts zogen wieder Katholiken in größerer Zahl nach Wolmirsleben, angelockt durch Arbeitsplätze im Bergbau und in den neu entstandenen Industriebetrieben. Sie kamen oft aus katholischen Gebieten wie dem Eichsfeld. Die nächstgelegene katholische Kirche fanden sie zunächst in Egeln. Nachdem der Gutsbesitzer Karl Schäper einen Raum zur Verfügung gestellt hatte, begann 1867 in Wolmirsleben katholischer Schulunterricht. Damals lebten bereits rund 500 Katholiken in Wolmirsleben, von denen 100 Kinder den katholischen Schulunterricht besuchten.
Im Oktober 1871 ließ sich mit Hermann Tröster, Kaplan des Pfarrers von Egeln, der erste katholische Priester seit der Reformation in Wolmirsleben nieder. Seine Gottesdienste fanden zunächst im Saal der Buhtz’schen Gaststätte, später auf dem Gutshof Schäper im Dachboden einer Scheune statt. Zur neugegründeten katholischen Gemeinde gehörten 648 Katholiken. Ab 1871 wurden in Wolmirsleben auch katholische Kirchenbücher geführt.
1874 erwarb Vikar Tröster ein Grundstück, um dort Kirche, Schule und Pfarrhaus zu erbauen. Von 1875 bis 1877 konnte aufgrund von im Kulturkampf ausbleibenden staatlichen Genehmigungen lediglich ein Missionshaus erbaut werden, das eine Kapelle, ein Schulzimmer und Wohnungen für den Geistlichen und den Lehrer beinhaltete. Im Juni 1876 begann im Missionshaus der Schulunterricht. Vikar Tröster blieb bis 1886 in Wolmirsleben tätig, sein Nachfolger Franz Schulte bis 1890.
Vikar Johannes Thiele, der von 1890 bis 1894 in Wolmirsleben wirkte, kaufte ein Grundstück an, auf dem unter anderem eine Scheune stand. Unter seinem Nachfolger Friedrich Gurris erfolgte 1895 der Umbau der Scheune zu einer Kirche und 1897/98 der Bau eines Pfarrhauses. Die bisherige Kapelle im Schulhaus wurde zu einem Saal für die katholischen Vereine umgestaltet, das bisherige Pfarrhaus diente fortan als Lehrerwohnung und Erweiterung der Schule. Am 27. Oktober 1895 erfolgte die Benediktion der neuen Kirche durch Propst Kaspar Friedrich Brieden, den Bischöflichen Kommissarius aus Magdeburg. Am 25. Juni 1898 folgte die bischöfliche Weihe der Kirche durch Bischof Hubert Theophil Simar aus dem Bistum Paderborn, zu dem Wolmirsleben damals gehörte. In Wolmirsleben wohnten inzwischen 850 Katholiken. Das Patrozinium der Kirche erinnert an das ehemalige Kloster Berge, dem die vorreformatorische Pfarrei Wolmirsleben inkorporiert war und das ebenfalls das Patrozinium Johannes des Täufers trug.
Von 1905 bis 1907 wurde im benachbarten Unseburg, das zur Kirchengemeinde Wolmirsleben gehörte, die St.-Franziskus-Xaverius-Kirche erbaut, die 2012 profaniert wurde. 1916 wurde Wolmirsleben eine Pfarrvikarie, zum 1. Januar 1921 erfolgte die Erhebung der Kirchengemeinde zur Pfarrei. 1939 wurde die katholische Schule durch die nationalsozialistischen Machthaber geschlossen. 1953 wurde im zur Pfarrei Wolmirsleben gehörenden Nachbardorf Tarthun eine katholische Kapelle errichtet, die 2011 profaniert wurde.
Zum 15. Dezember 2007 wurde der Gemeindeverbund Staßfurt – Egeln – Wolmirsleben – Hecklingen – Westeregeln errichtet, der neben der Pfarrei St. Johannes Baptist in Wolmirsleben auch die Pfarreien St. Marien in Staßfurt und St. Marien in Egeln sowie die Pfarrvikarien Herz Jesu in Hecklingen und St. Mechthild in Westeregeln umfasste. Damals gehörten zur Pfarrei Wolmirsleben nur noch rund 250 Katholiken. Am 2. Mai 2010 wurde aus dem Gemeindeverbund die heutige Pfarrei St. Marien Staßfurt-Egeln, die Pfarrei St. Johannes Baptist in Wolmirsleben wurde in diesem Zusammenhang aufgelöst.